# Archipel de Valaam
L'archipel de Valaam (en russe : Валаамский архипелаг, en finnois : Valamon saaristo), aussi appelé les îles Valaam, en Russie est un ensemble d'îles du lac Ladoga, situé dans sa partie nord-ouest qui borde la Carélie.

## Situation
L'archipel se trouve dans la partie nord et nord-ouest du lac Ladoga.

L'archipel de Valaam apparaît au nord-nord-ouest à l'intérieur du lac Ladoga.

## Description
La superficie totale des îles est de 36 km².
L'île de Valaam, qui a donné son nom à l'archipel, représente les deux tiers de la surface de l'archipel. Elle est surtout connue pour son monastère de Valaam mais aussi pour sa beauté naturelle.
Au XIIe siècle, les îles faisaient partie de la république de Novgorod.
Au XVIIe siècle, elles furent conquises par la Suède pendant l'Interrègne mais la Russie les reprit moins d'un siècle plus tard. Quand le grand-duché de Finlande fut établi au début du XIXe siècle, Alexandre Ier fit de Valaam une partie de cette province. En 1917, elles devinrent partie intégrante de la Finlande indépendante, mais furent rattachées à l'URSS après la guerre d'Hiver et la guerre de Continuation.

## Galerie

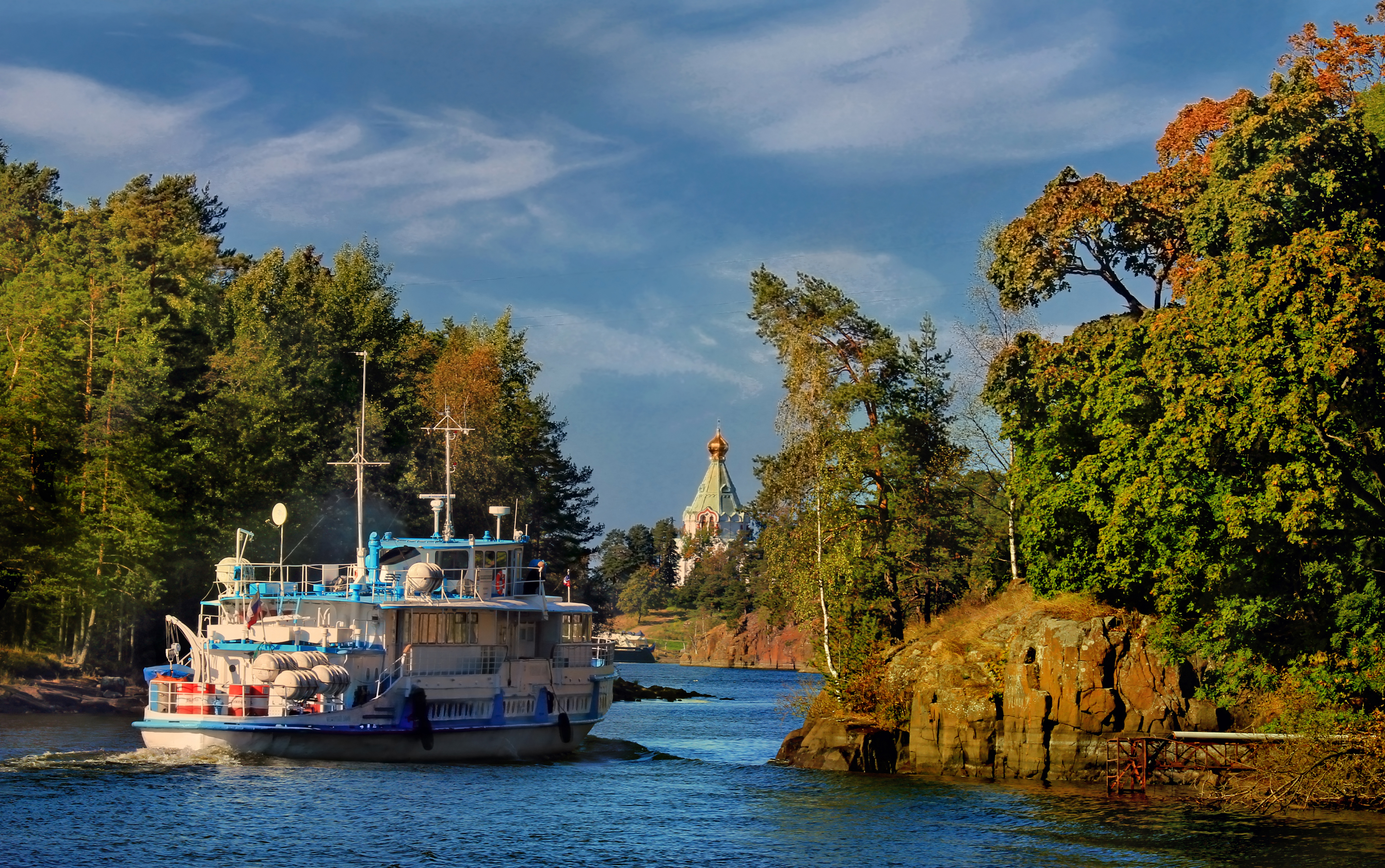
Le skite de Saint-Nicolas sur l'île de Valaam.
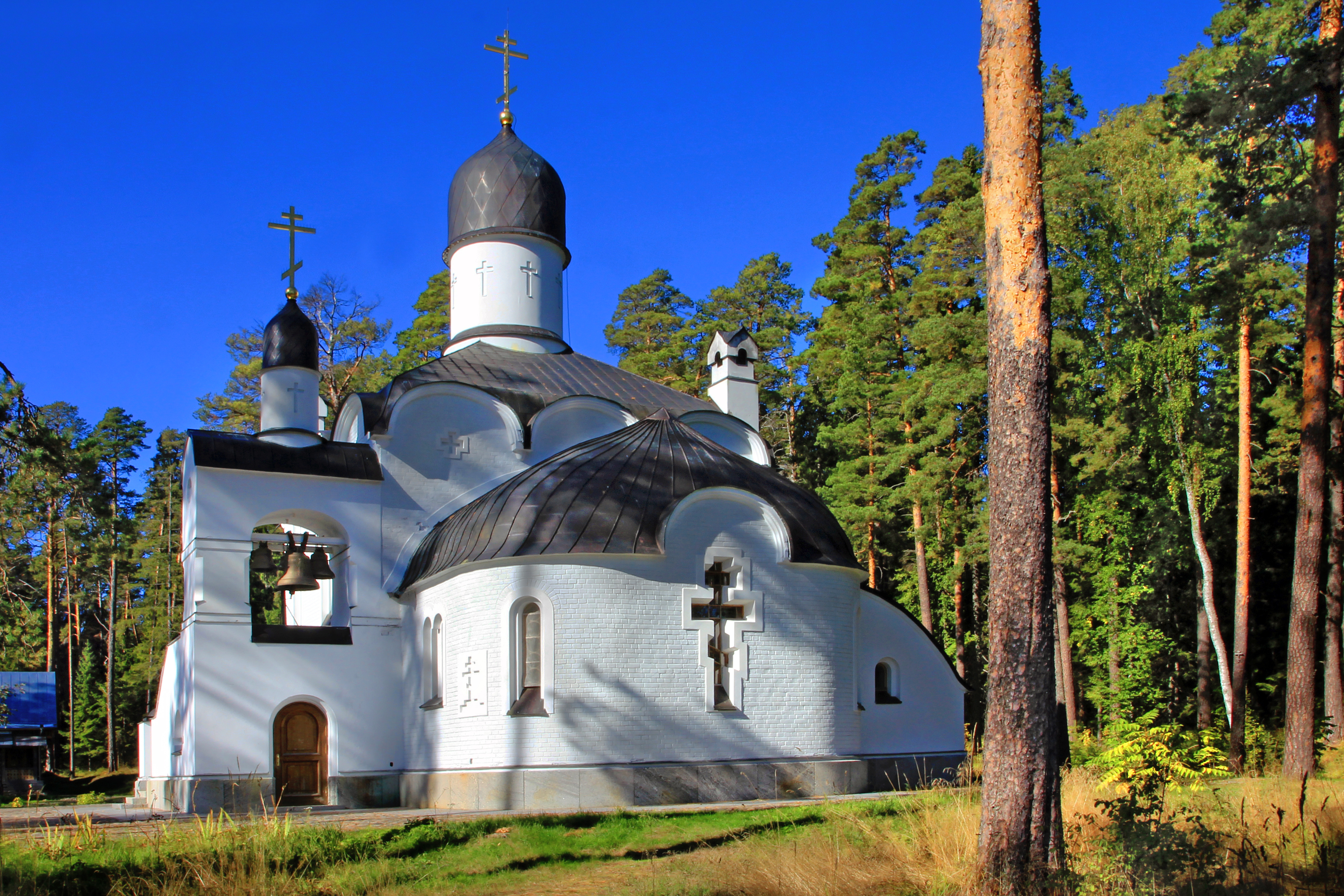
Le skite de  Smolensk, sur l'île de Valaam.
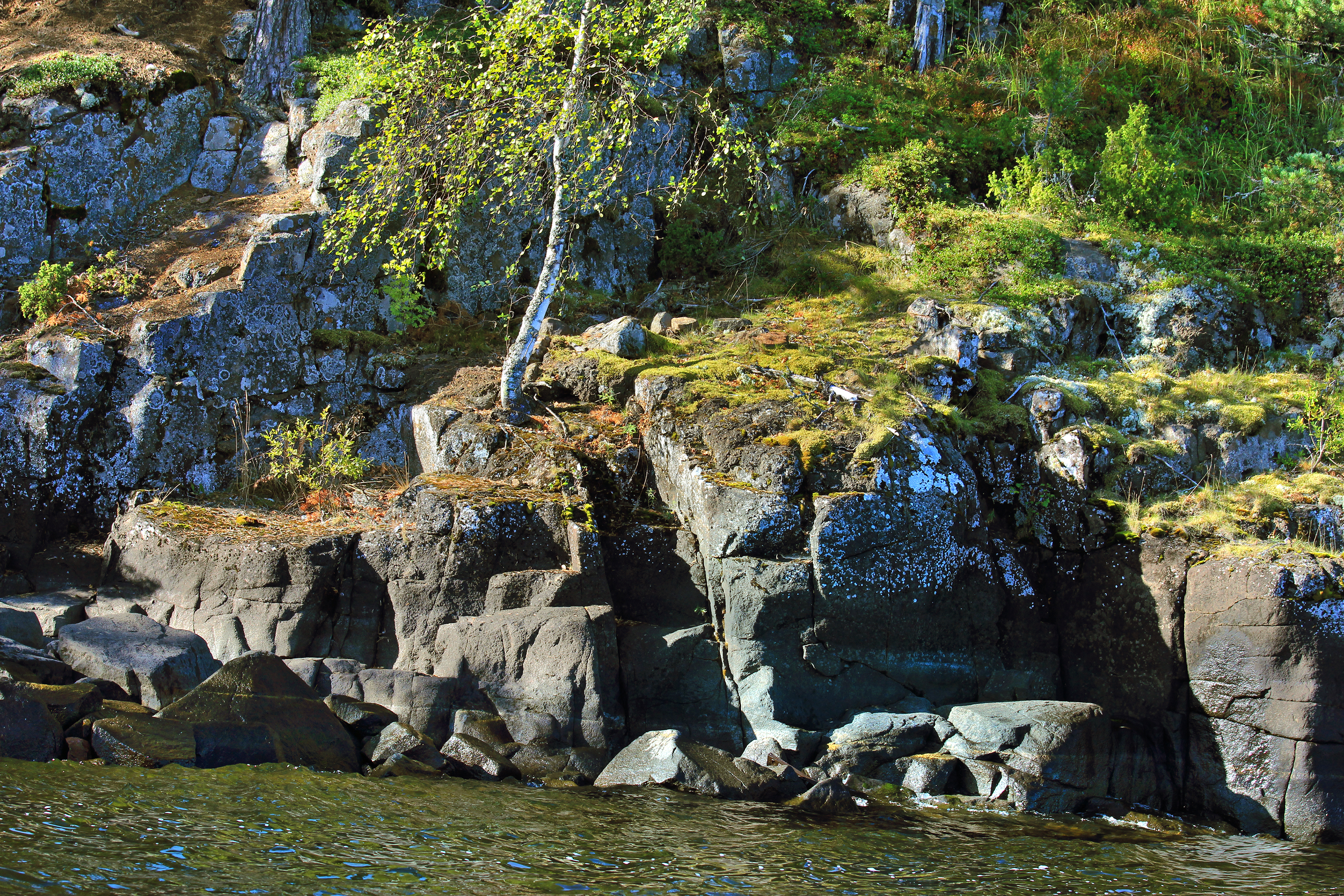
Rochers de l'île de Valaam.
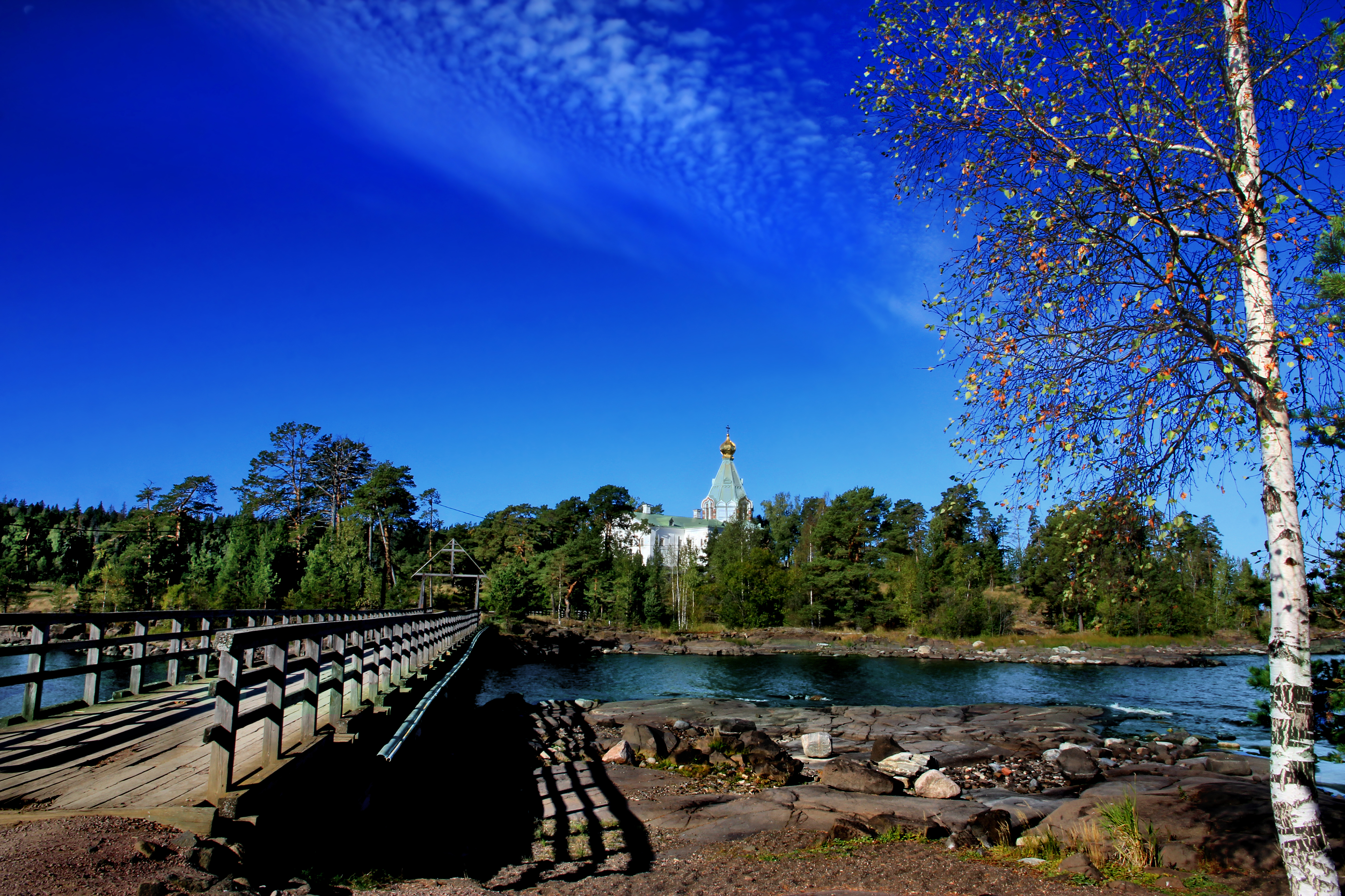
Le pont sur la route du skite de Saint-Nicolas.
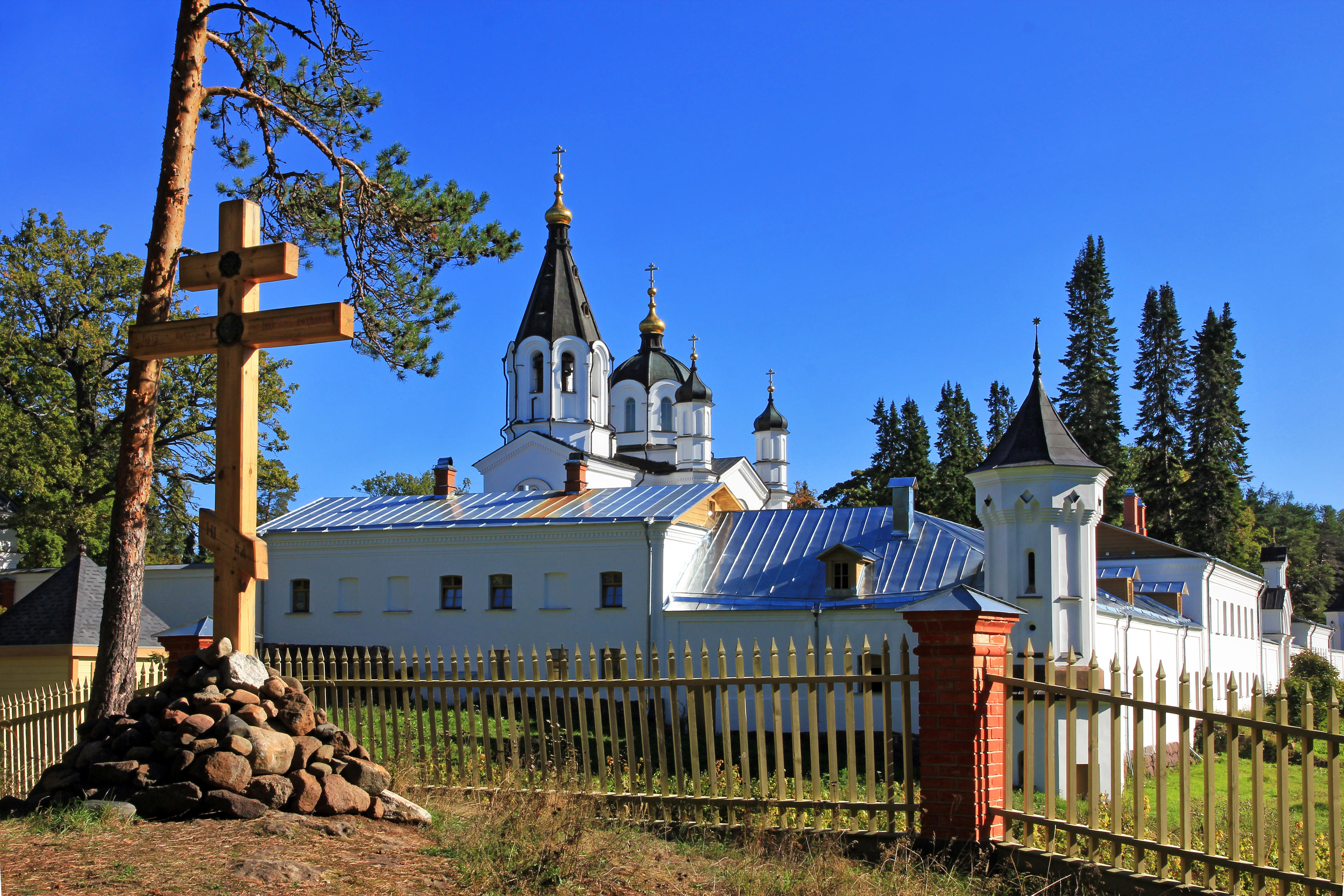
Le skite de tous les saints.
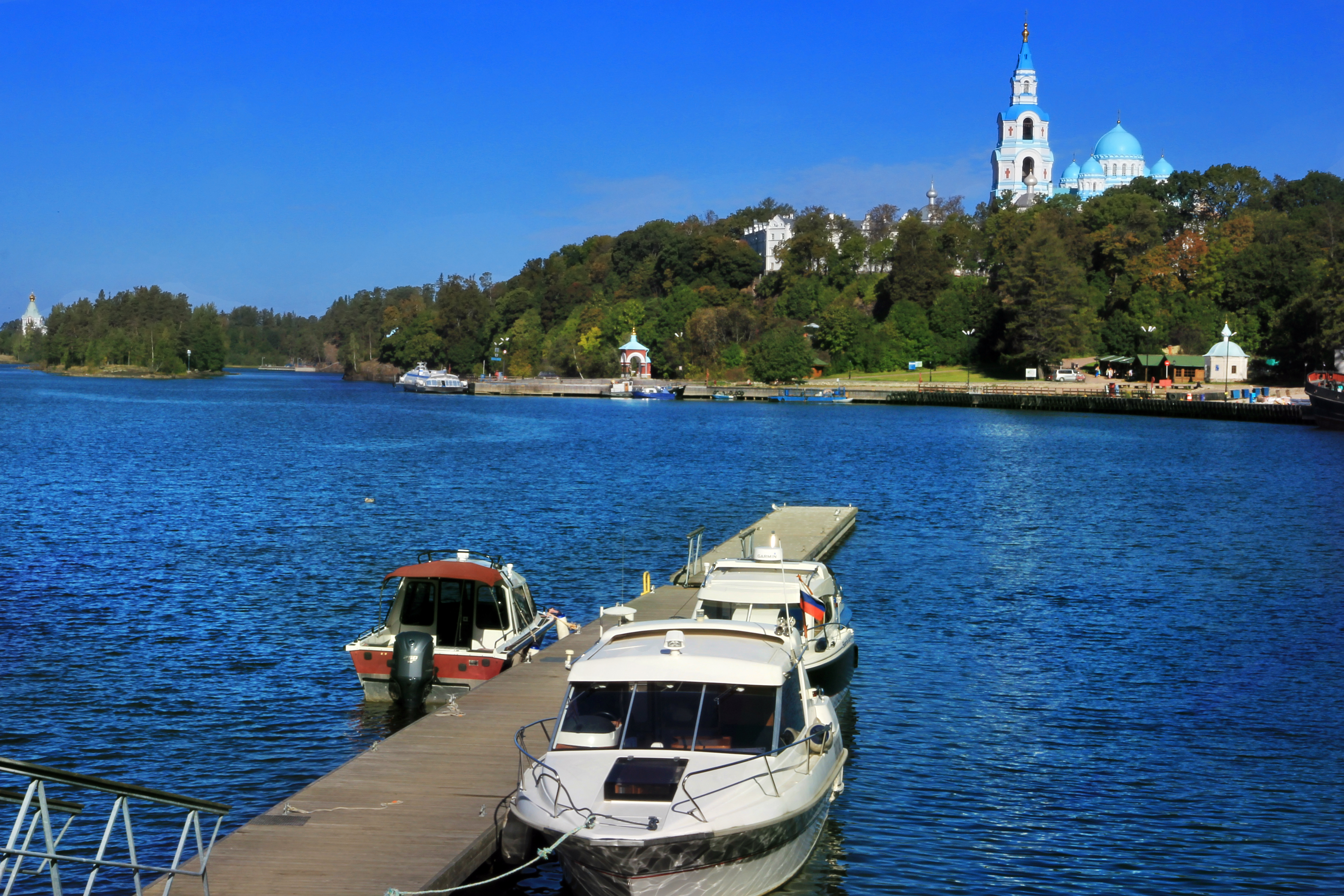
L'archipel du lac Ladoga.
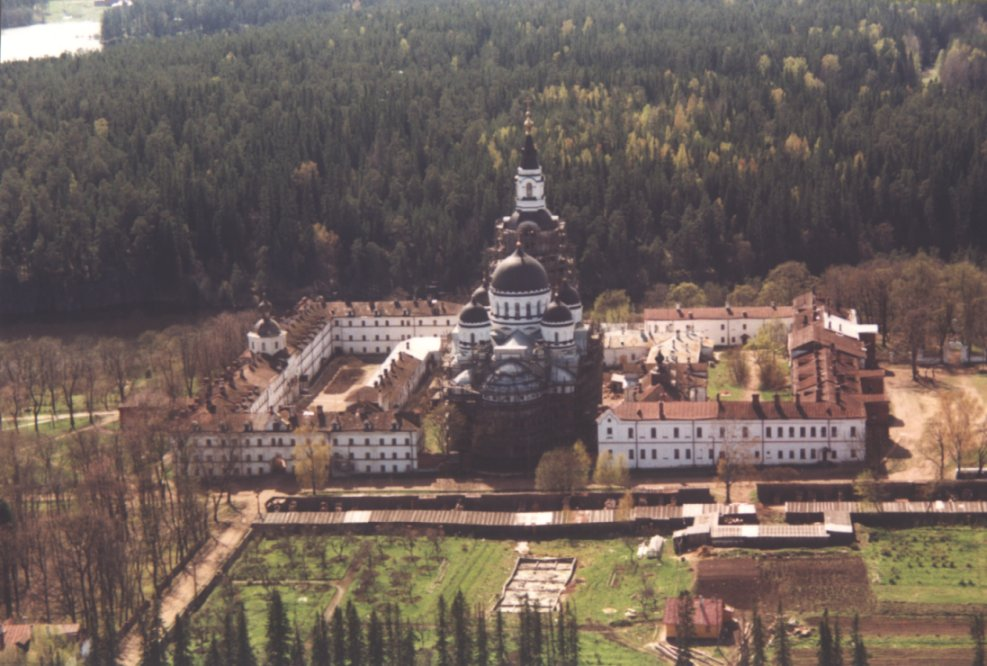
Le monastère de Valaam.